# La Marque du poète
La Marque du poète (titre original : A Touch of the Poet) est une pièce de théâtre (drame en quatre actes) d'Eugene O'Neill, achevée en 1942, mais créée seulement en 1957, après la mort de son auteur survenue fin 1953.

## Argument
27 juillet 1828, un village près de Boston, dans la salle à manger de la Tavern's Melody. Son propriétaire est Cornelius Melody, un ancien officier de l'armée de Wellington qui continue de porter avec fierté son vieil uniforme. D'origine irlandaise, émigré aux États-Unis avec son épouse Nora et sa fille Sara, il est régulièrement soûl et de plus, la taverne manque de clients du fait de son isolement. Cornelius ne témoigne guère d'affection à Nora, une femme fière et travailleuse, et projette un beau mariage pour Sara. Mais celle-ci est amoureuse de Simon (malade et alité à l'étage, il n'apparaît pas dans la pièce), contre l'avis de Deborah (Mrs. Henry Harford), la mère du jeune homme, conseillée par son avocat, Nicholas Gadsby...    

## Personnages
- Deborah / Mrs. Henry Harford
- Nora Melody
- Cornelius Melody, son époux
- Dan Roche
- Mickey Maloy
- Jamie Cregan
- Patch Riley
- Paddy O'Dowd
- Sara Melody, fille de Nora et Cornelius
- Nicholas Gadsby

## Création mondiale (enSuède)
- Titre suédois : Ett stycke poet
- Lieu : Théâtre dramatique royal (Kungliga Dramatiska Teatern, abrégé Dramaten), Stockholm
- Date de la première : 29 mars 1957
- Date de la dernière : non connue
- Nombre de représentations : 34
- Mise en scène : Olof Molander
- Décors : Sven Fahlstedt

Distribution originale
- Inga Tidblad : Deborah / Mrs Henry Harford
- Sif Ruud : Nora Melody
- Lars Hanson : Cornelius Melody
- Arthur Cederborgh : Dan Roche
- Björn Gustafson : Mickey Maloy
- Bengt Eklund : Jamie Cregan
- John Norrman : Patch Riley
- Olle Hilding : Paddy O'Dowd
- Eva Dahlbeck : Sara Melody
- Rune Carlsten : Nicholas Gadsby

## Création américaine
- Lieu : Helen Hayes Theatre, Broadway, New York
- Date de la première : 2 octobre 1958
- Date de la dernière : 13 juin 1959
- Nombre de représentations : 284
- Mise en scène : Harold Clurman (en)
- Décors : Ben Edwards

Distribution originale
- Betty Field : Deborah / Mrs. Henry Harford
- Helen Hayes : Nora Melody
- Eric Portman : Cornelius Melody
- John Call : Dan Roche
- Tom Clancy : Mickey Maloy
- Curt Conway : Jamie Cregan
- Farrell Pelly : Patch Riley
- Art Smith : Paddy O'Dowd
- Kim Stanley : Sara Melody
- Luis van Rooten : Nicholas Gadsby